# Albert Rocas
Albert Rocas Comas (født 16. juni 1982 i Palafrugell, Spanien) er en spansk håndboldspiller, der til dagligt spiller for den spanske Liga ASOBAL-klub FC Barcelona. Han har spillet for klubben siden 2007. Tidligere har han repræsenteret tre andre spanske klubber, BM Granollers, BM Valladolid og Portland San Antonio.
I 2005 vandt Rocas med Portland San Antonio det spanske mesterskab.

## Landshold
Rocas spiller desuden for det spanske landshold, som han (pr. december 2010) har repræsenteret 96 gange med 369 scoringer til følge. Han blev verdensmester med holdet ved VM i 2005, og repræsenterede sit land ved OL i 2008 i Beijing.